# Corps Friso-Cheruskia
Das Corps Friso-Cheruskia ist eine Karlsruher Studentenverbindung im Weinheimer Senioren-Convent (WSC). Das Corps ist farbentragend und pflichtschlagend, seine Mitglieder nennt man Karlsruher Friesen. Es vereint Studenten und Absolventen des Karlsruher Institut für Technologie und anderer Karlsruher Hochschulen. Friso-Cheruskia bildet zusammen mit den Weinheimer Corps Franconia, Saxonia und Alemannia den Karlsruher Senioren-Convent.

## Geschichte
Das Corps Friso-Cheruskia zu Karlsruhe entstand am 7. Oktober 1950 aus einem Zusammenschluss dreier Verbindungen und ist Mitglied im Weinheimer Senioren-Convent (WSC). Die älteste davon, die Landsmannschaft Teutonia, wurde am 14. Dezember 1860 am Eidgenössischen Polytechnikum in Zürich durch sechs Angehörige der damaligen Landsmannschaften Slesvico-Holsatia und Frisia Hannover gegründet. Nach Auseinandersetzungen zwischen den Polytechnikern und dem Rektorat der ETH und dem Auszug nach Rapperswil (1865) verlegte sie den Sitz nach Karlsruhe. Wegen der älteren Namensrechte der gleichnamigen Burschenschaft Teutonia benannte sie sich in Frisia um. Farben der Frisia Karlsruhe waren hellblau-weiß-schwarz (Fuchsenfarben: blau-schwarz) mit blauer Mütze. Der Wahlspruch lautete Fides, libertas, unitas. Frisia unterhielt zeitweilig ein Paukverhältnis mit dem Karlsruher Senioren-Convent, das nach einer vorübergehenden Unterbrechung im Sommersemester 1880 erneuert wurde. Der gemeinsame Mensurbetrieb führte zu einer Annäherung an die Karlsruher Corps und schließlich am 6. Dezember 1886 die Aufnahme als renoncierendes, am 26. Mai 1887 als vollberechtigtes Corps in den Karlsruher und damit in den Weinheimer Senioren-Convent. Im Sommersemester 1905 rekonstituierten Mitglieder der Frisia in Danzig die suspendierte Landsmannschaft Baltica Karlsruhe als Corps im Weinheimer SC.
Die zweite Verbindung, Cheruskia Karlsruhe, ging aus einer am 2. Januar 1870 gegründeten Schülerverbindung gleichen Namens hervor. Sechs ihrer Mitglieder konstituierten im Wintersemester 1874/75 die schwarze Gesellschaft Cheruskia, die am 5. Oktober 1874 als akademische Verbindung anerkannt wurde. Cheruskia vertrat den Grundsatz der unbedingten Satisfaktion, focht aber anfangs keine Bestimmungsmensuren. 1889 schaffte sie eigene Waffen an und focht im Folgenden überwiegend gegen die spätere Landsmannschaft Suevia und die Forstverbindung Hubertia. Ein kurzlebiges Paukverhältnis mit dem Karlsruher Deputierten-Convent zerbrach an Streitigkeiten über den Paukcomment. 1891 wurde Cheruskia Mitglied im Fuldaer Vertreter-Convent, nach dessen Auflösung im Mündener Vertreter-Convent, nach dem Ersten Weltkrieg schließlich im Rothenburger Verband Schwarzer Verbindungen (RVSV). Am 28. Juli 1925 wurde sie renoncierendes Corps im Karlsruher (und damit im Weinheimer) Senioren-Convent und am 17. Mai 1926 als Vollmitglied aufgenommen. Ihre Farben waren blau-weiß-grün (Fuchsenfarben: weiß-grün) mit grüner Mütze. Der Wahlspruch lautete Amico pectus, hosti frontem!.
Befördert wurde der Beitritt zum Weinheimer SC durch die Gründung der Cheruscia Danzig, der dritten Fusionsverbindung. Sie wurde am 17. Juli 1925 auf Initiative einiger Alter Herren der Cheruskia Karlsruhe von drei WSC-Mitgliedern (Radulf Schmidt, Ostfalia Hannover; Georg Mössmer, Normannia München; Wolfgang Heckmann, Germania München) als WSC-Corps gegründet und übernahm die Angehörigen der im Winter 1924/25 aufgelösten schwarzen Verbindung Rothenburg Danzig, die ihrerseits enge Beziehungen zur Karlsruher Cheruskia unterhalten hatte.
Diese drei Verbindungen schlossen sich am 7. Oktober 1950 in Weinheim zum Corps Friso-Cheruskia mit den Farben hellblau-weiß-dunkelblau zusammen. 1993/94 stellte Friso-Cheruskia mit dem türkischstämmigen Aydin Karaduman den ersten Vorortsprecher des WSC und damit nach Angaben des Corps den ersten Vorsitzenden eines deutschen Korporationsverbandes mit ausländischer Staatsangehörigkeit.
Stefan Eberlein und Manuel Fenn drehten Ende der 90er Jahre eine Dokumentation über die Fuchsenzeit und begleiteten die Aktivitas des Corps ein Semester. Der Film wurde 1999 unter dem Titel Keine Schonzeit für Füchse veröffentlicht.
Alljährlich im Frühjahr verleihen das Corps und die Universität Karlsruhe den Hermann-Billing-Preis für herausragende Diplom- oder Doktorarbeiten. Der Preis ist nach dem Karlsruher Corpsstudenten Hermann Billing benannt, der bei Cheruskia aktiv war und später als Professor an der Fridericiana und an der Kunstakademie Karlsruhe lehrte.

## Frisenhaus GmbH

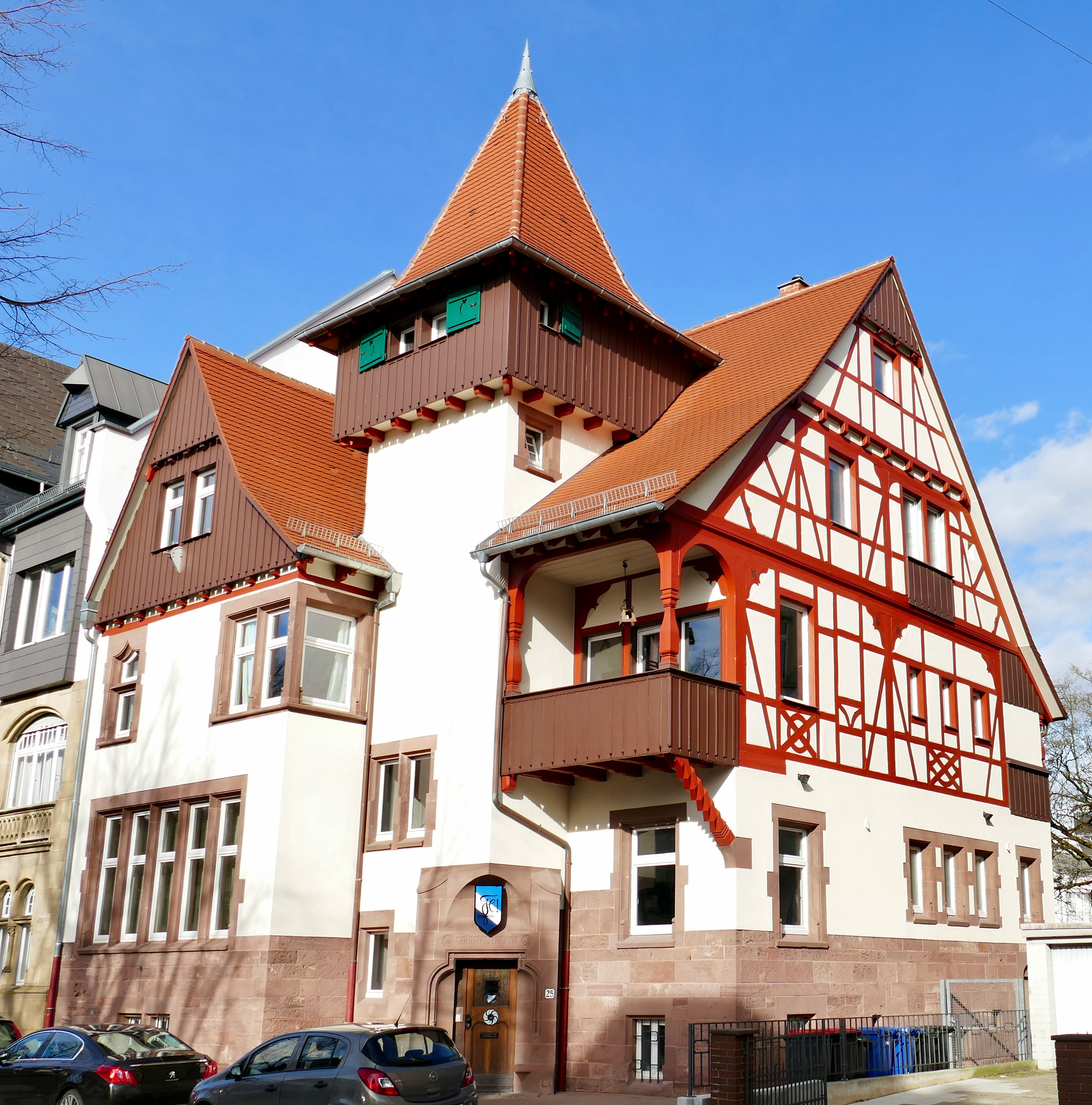
Corpshaus des Corps Friso-Cheruskia zu Karlsruhe

Die Frisenhaus GmbH ist Badens älteste Gesellschaft mit beschränkter Haftung. Gründungszweck sind der Betrieb und die Erhaltung des Corpshauses in der Karlsruher Parkstraße. Mit ihrer Gründung konnte sich das Corps Frisia in der Zeit des Nationalsozialismus erfolgreich vor einer Enteignung schützen. Das Frisenhaus steht heute unter Denkmalschutz.

## Bekannte Mitglieder
In alphabetischer Reihenfolge

### Teutonia Zürich
- Alfred Friedrich Bluntschli (1842–1930), Architekt, Professor für Architektur an der ETH Zürich
- Georg Howaldt (1841–1909), Schiffbauer, Gründer der Howaldtswerke AG

### Frisia Karlsruhe
- Otto Gruber (1883–1957), Professor für Baukonstruktionslehre, Baugefügelehre und Baustofflehre, Rektor der TH Aachen
- Ernst Heller (1848–1909), Industrieller, Generaldirektor der Hanomag
- Johann Mathias von Holst (1839–1905), baltisch-deutscher Architekt
- August Jacob Georg Howaldt (1870–1937), Schiffbauer und Unternehmer
- Wilhelm Keppler (1882–1960), Ingenieur, Manager, 1938–1945 Staatssekretär im Auswärtigen Amt, Aufsichtsratsvorsitzender der BRABAG, Initiator des Keppler-Kreises
- Paul Kleinewefers (1905–2001), Unternehmer, Mäzen und Schriftsteller
- Reinhold Krohn (1852–1932), Ingenieur, Professor für Brückenbau an der TH Aachen und TH Danzig, Rektor der TH Danzig, Leiter der Brückenbauanstalt Sterkrade der Gutehoffnungshütte, Mitglied des Preußischen Herrenhauses
- Hermann Paucksch (1816–1899), Maschinenbau-Unternehmer
- Otto Stromeyer (1881–1943), Tabakfabrikant, Zeitungsverleger, Aufsichtsratsvorsitzender der Bayerischen Flugzeugwerke AG und der Süddeutschen Terrain AG

### Cheruskia Karlsruhe
- Hermann Billing (1867–1946), Architekt des Jugendstils, Professor für Architektur an der Technischen Hochschule Karlsruhe
- Friedrich Blochmann (1858–1931), Professor für Zoologie
- Hugo Borbeck (1881–1956), Vorstandsmitglied der Vereinigten Deutschen Metallwerke
- Wilhelm Platz (1866–1929), Schriftsteller
- Julius Pohlig jun. (1870–1942), Direktor und Aufsichtsratsmitglied der Pohlig AG, Wegbereiter des Seilbahnbaus
- Ernst Schiele (1865–1933), Industrieller des Heizungs- und Lüftungsanlagenbaus, Mitglied der Hamburgischen Bürgerschaft
- Rudolf Schmick (1858–1934), Bauingenieur, Wasserkraftpionier

### Cheruscia Danzig
- Werner Leins (1912–1994), Leiter des Autobahnamtes Baden-Württemberg, Professor für Straßenwesen, Erd- und Tunnelbau an der TH Aachen, Direktor des Instituts für Straßenwesen

### Corps Friso-Cheruskia Karlsruhe
- Armin B. Cremers (* 1946), Mathematiker und Informatiker, Dekan der Mathematisch-Naturwissenschaftlichen Fakultät (2004 bis 2008) und Prorektor für Planung und Finanzen (2009–2014) der Universität Bonn, Gründer und wissenschaftlicher Direktor des Bonn-Aachen International Center for Information Technology (2002–2014)
- Aydin Karaduman (* 1970), Wirtschaftsingenieur, Europachef ISG plc (seit 2019), Vorstandsvorsitzender DIC Asset AG (2016–2018), Executive President Real Estate Bilfinger AG (bis 2015), 1. Vorortsprecher WSC 1992/93

## Verhältniscorps
- Corps Hubertia Freiburg im KSCV, Traditionsverhältnis seit 1920
- Corps Bavaria Stuttgart, Freundschaftsverhältnis seit dem 21. Januar 2017 (davor Vorstellungsverhältnis seit 2013)